# Chronos (cómic)
Chronos (pronunciado "Cronos") es el nombre de varios supervillanos ficticios que aparecen en los cómics estadounidenses publicados por DC Comics. Estos personajes toman su nombre de la personificación griega de tiempo y tienen la capacidad de viajar en el tiempo. Él es el archienemigo del Átomo.

## Historia de la publicación
- La versión David Clinton de Chronos apareció por primera vez en The Atom #3 (noviembre de 1962) y fue creada por Gardner Fox y Gil Kane.[1]

- La versión de Walker Gabriel de Chronos apareció por primera vez en Chronos #1 (marzo de 1998) y fue creada por John Francis Moore y Paul Guinan.[2]

- La versión Lady Chronos (Jia) apareció por primera vez en All-New Atom #9 (mayo de 2007) y fue creado por Gail Simone.[3]

## Biografía de los personajes

### David Clinton
El archienemigo del Átomo (Ray Palmer), Chronos comenzó su carrera como el pequeño ladrón David Clinton, quien atribuyó su encarcelamiento constante a su tiempo, o la falta de él. Para mejorar su cronometraje, estudió el ritmo de las piezas del tiempo y, mediante la práctica, aprendió a sincronizar cada una de sus acciones con el ritmo del reloj de la prisión. Al final de su oración, había desarrollado un extraordinario sentido del tiempo que decidió utilizar para avanzar en su carrera criminal. Luego adoptó el traje colorido y alter ego de Chronos, el ladrón de tiempo. Clinton había adquirido una fascinación malsana con el tiempo y desarrolló una serie de armas de trucos y trampas mortales basadas en piezas de tiempo (relojes con cuchillas como agujas, esferas de sol voladores). Le gustaba dar juegos de palabras relacionados con el tiempo, como "¡El tiempo es oro!" al rociar gas dorado en Linterna Verde.
Chronos hizo su debut en la ciudad Ivy Town, pero fue derrotado por el Átomo cuando intentó robar un reloj atómico debido a una idea que irónicamente le dio Ray Palmer. Estuvo a punto de deducir la identidad secreta del Átomo cuando se dio cuenta de que el átomo lo atacó poco después de que Ray lo viera, y logró capturar al Átomo y colocarlo dentro de un reloj. El átomo escapó mientras Chronos entraba en una bóveda, y usó un truco para hacerle pensar que estaba equivocado. Sin embargo, escapó de la cárcel al adaptar el reloj de un guardia, haciendo que los tics fueran tan fuertes que rompieron la puerta de su celda. Luego trató de robar una colección de relojes húngaros históricos, cada uno de los cuales tenía una gema escondida en su interior, pero nuevamente fue derrotado. Desde entonces, el Átomo ha frustrado todos los planes de Chronos. Cada aparición o nuevo crimen provocó una evolución en el armamento de Chronos. Su estudio del tiempo condujo a invenciones más intrincadas y revolucionarias: lentes que evitan que la gente vea ciertos eventos (por ejemplo, su vehículo de escape u otro objeto específico), circuitos integrados en su disfraz que podrían controlar el flujo de tiempo local (congelar personas a tiempo o alterando su propia percepción del tiempo), un reloj de arena de tiempo concentrado que podría acelerar puntos brevemente e incluso hacer que los ladrillos junto a la bóveda de un banco se desmoronen en unos segundos, y finalmente una máquina del tiempo completamente funcional (antes de que se destruyeran los diseños).
Una historia sugiere que Chronos pudo haber estado recibiendo ayuda de una versión futura de sí mismo, pero se desconoce en qué período de tiempo relativo surgió Chronos. Otra historia, publicada en World's Finest Comics #321, sugiere que Chronos hizo la transición de un mero ladrón con un truco de tiempo a un viajero en el tiempo completo después de conocer al misterioso Dr. Fox (tal vez llamado así por Gardner Fox), un científico criminal que nunca había sido detenido y que fue descrito por Chronos como "la mente más grande desde Einstein". Antes de la Crisis Chronos fue miembro de Crime Champions, un trío de villanos de Tierra-1 que se unieron a un trío de villanos de Tierra-2 para cometer robos y luego escaparon al otro mundo utilizando un dispositivo vibratorio que el Fiddler descubrió accidentalmente. Chronos puedo escapar de Mujer Maravilla, Batman y Linterna Verde después de robar un millón de dólares del Powers City Bank. Cuando los Crime Champions de Tierra-2 se hacen pasar por los Crime Champions de Tierra-1, Icicle personifica a Chronos con la magia tibetana del Mago y lucha contra Batman, Mujer Maravilla y Linterna Verde, haciéndoles tocar caucho, animales y vidrio como parte de un hechizo para atrapar a la JLA. En Tierra-2 Chronos intenta robar un raro reloj de un faro y usa su reloj vibratorio para poner a Aquaman en coma, pero Superman puedo reanimar a Aquaman y capturar a Chronos, aplastando su reloj. La JLA y la JSA son capturados de nuevo y mágicamente colocados en jaulas en el espacio, pero con la ayuda de los Linternas Verdes escapan y regresan a la Tierra. Chronos intenta ayudar al Fiddler a encontrar la Tierra-3 con su conocimiento cronológico, pero es derrotado por el Detective Marciano y Canario Negro.
Chronos finalmente dejó de robar para su propio beneficio y comenzó a robar para financiar su investigación del tiempo. El Átomo siempre había frustrado a Cronos, pero había decidido darle la espalda a la humanidad y se había retirado a una reclusión pacífica con un grupo de extraterrestres de seis pulgadas en la jungla amazónica. Chronos tuvo más éxito sin el Átomo, pero llamó la atención de Blue Beetle cuando intentó chantajear a uno de los empleados de Kord Inc. También luchó contra el Beetle durante los disturbios antihéroe de Darkseid. Durante una lucha contra el Beetle, Chronos fue lanzado 100 millones de años en el pasado donde se encontró con un Capitán Átomo perdido en el tiempo. Luego se encontró con un Superman que viajaba en el tiempo y que Chronos manipuló para ayudarlo a llegar a casa.
A su regreso al presente, Chronos pudo usar su tecnología para manipular los mercados monetarios a fin de amasar una fortuna. Sin embargo, los esfuerzos ilegales de Chronos fueron descubiertos y fue devuelto a la prisión. Fue liberado por el Hombre Calendario para trabajar con los enemigos del tiempo, pero fue capturado por Los Jóvenes Titanes. Por desesperación y humillación, Chronos tuvo una oportunidad drástica: aceptó una oferta del demonio Neron e intercambió su alma por la habilidad metahumana de viajar en el tiempo. Sin embargo, las gangas con Neron nunca son justas y Chronos descubrió que cada viaje a través de la corriente temporal aceleraba su envejecimiento. Un hombre que debería haber sido un adulto saludable se convirtió en un anciano. Los esfuerzos de Clinton por eludir esta falla, lo llevaron a crear unos guantes especiales que pasando su edad artificial a los jóvenes, además de interceptar a otros viajeros del tiempo en un intento de adquirir su tecnología, lo que lo llevó brevemente a entrar en conflicto con la Legión de Super-Héroes, secuencia de sucesos confusa y a menudo no lineal.
Todos los experimentos y el "regalo" de Neron habían hecho mella en el cuerpo de Clinton y comenzó a perder contacto con el sentido del "ahora". Tuvo problemas para permanecer localizado en el tiempo y pareció desvanecerse en la nada. Su desaparición fue suficiente para que él sea declarado muerto y la especulación ha sugerido que él puede haberse deslizado en "El Vacío" del tiempo. Se realizó una especie de funeral y su investigación pasó al segundo Chronos (Walker Gabriel).
Como el viaje en el tiempo es lo que es, la muerte legal de David Clinton no ha significado el fin de su presencia en el universo de DC; ha hecho varias apariciones desde entonces, como lo fue durante la Crisis de identidad, cuando afirmó haber viajado hacia adelante desde un punto en el tiempo poco antes de su desaparición final. Este previo conocimiento de su propia (presunta) muerte condujo a una actitud algo tenue, incluso taciturna.
En The All-New Atom #12, se reveló que el loco tipo Anagram que ha estado probando y ayudando a Ryan Choi (el nuevo Átomo) no es otro que el mismísimo Chronos. En el número #20, se revela como el cerebro detrás de todas las extrañas incidencias que rodean a Ivy Town desde el comienzo de la serie. Su objetivo vengativo es destruir todo lo que Ray Palmer amaba.
Él puedo hacerlo al unir fuerzas con Lady Chronos, una nueva compañera y amante que una vez fue Jia, el interés amoroso de Ryan en sus años universitarios. Con el conocimiento íntimo de Jia sobre Ryan, pudo agregar una capa adicional de credibilidad a su artimaña, fingiendo años de correspondencia y una amistad epistolar entre Ryan y Ray Palmer, espoleando a Ryan a seguir los pasos de Palmer solo para deshonrarlo a los ojos de Ivy Town, avergonzando el legado de Átomo para siempre.
Con la ayuda del verdadero Ray Palmer, Ryan finalmente puede vencer a la pareja y evitar que David y Jia vuelvan a jugar con Ivy Town. Se retiran a la corriente temporal, donde son notados por Starro el Conquistador que, después de verse frustrado en sus intentos de obtener la dominación total esclavizando a Rip Hunter y sus Maestros del Tiempo, toma represalias dominando las mentes de Chronos y Lady Chronos, usándolas para viajar en el tiempo y poner a Booster Gold contra Rip, erradicando a los Time Masters.

#### Los nuevos 52
En The New 52 (un reinicio de 2011 del universo DC Comics), David Clinton es un agente de A.R.G.U.S. que se especializa en viajes en el tiempo. Se le asignó la tarea de encontrar Booster Gold después de los eventos de Justice League International Annual #1 (octubre de 2012). Sin embargo, aparentemente había fallado en su misión y fue capturado por el líder aún no identificado de la recién creada Sociedad Secreta de Supervillanos. Flecha Verde lo descubre como un cautivo mientras persigue al Profesor Ivo. El profesor Ivo afirma que el motor en el que se encuentra Chronos está activado. Chronos hace que un campo temporal neutral cubra el feudo, causando que se congele en el lugar a lo largo del tiempo, mientras que la tierra gira... lo que significa que la Tierra se mueve, no la casa solariega. Gracias a las monedas que le dieron a la Sociedad Secreta, pueden permanecer dentro de la mansión sin problemas, pero la Liga de la Justicia de América enfrentará una muerte muy dolorosa si no abandonan pronto la casa. Chronos finalmente fue rescatado por la Liga de la Justicia de América.

### Walker Gabriel
Walker Gabriel tomó posesión de la investigación de Clinton después de su muerte. Se convirtió en el segundo Chronos y fue el personaje principal de una serie de historietas efímeras publicada por DC Comics, que actúa como un héroe y como un criminal, dependiendo de las circunstancias, y que a menudo entra en conflicto con los Hombres Lineales. Finalmente se reveló que era el hijo de un teórico temporal que había trabajado con Clinton y creó Chronopolis, la ciudad más allá del tiempo. La serie corrió por #12 números (incluido un crossover de DC One million numerado 1,000,000) entre marzo de 1998 y febrero de 1999, y concluyó con Gabriel limpiándose de la historia, para salvar la vida de su madre. La naturaleza de Chronopolis, sin embargo, significaba que todavía existía a pesar de no haber nacido. Sin embargo, debido a una serie de eventos confusos, de hecho, aparecieron dos Walker Gabriels: uno fuera del tiempo, uno dentro de él, pero solo hasta el punto en que se retiró de él. Después de eso, la línea de tiempo se simplificó y solo se mantuvo el cronometraje Chronos. Gabriel tuvo muchos encuentros con miembros de los Hombres Lineales y también conoció a Destino uno de los Eternos durante esta serie.
Gabriel apareció brevemente en las páginas de JSA (2005); allí, Per Degaton lo mató cuando fue atropellado por un automóvil una década antes de recibir sus poderes de viaje en el tiempo; sin embargo, como es el caso cuando las aventuras de Degaton terminan en fracaso, su muerte fue revertida.
Recientemente, Gabriel tuvo un cameo en Superman Beyond #1 como habitante de Limbo.

### Lady Chronos (Jia)
Jia, una joven china de Hong Kong, fue la novia desde hace mucho tiempo del joven y socialmente torpe Ryan Choi, un nerd estereotípico más interesado en la ciencia que en la vida social. Finalmente, Jia y Ryan se separaron, y ella terminó casándose con el atleta de fútbol local, Alvin, un tipo que en la escuela secundaria hizo todo lo posible para hacer que la vida de Ryan fuera miserable.
Ryan Choi, ahora profesor estadounidense y el nuevo Átomo, en Ivy University, fue contactada nuevamente por Jia, alegando que su esposo, que había muerto en circunstancias poco claras, había resurgido como un no-muerto que la acosaba y acechaba. Ryan, todavía cargando una antorcha para Jia, regresó a Hong Kong para luchar contra la amenaza de Alvin y su pandilla de matones no muertos.
Allí, Alvin reveló que Jia misma lo había matado brutalmente, y que estaba lejos de ser la mujer indefensa que pretendía ser para reavivar su relación con Ryan. Posterior a eso se separaron nuevamente.
Algún tiempo después, Jia tomó posesión de la investigación de Clinton, y se convirtió en el Tercer Chronos, o más tarde en Lady Chronos. Vistiendo una versión femenina del traje clásico de Clinton, se alió con Clinton en su intento de destruir Ivy Town y arruinar la reputación del Átomo para siempre. Utilizando su conocimiento sobre Ryan, ayudó a Chronos a falsificar una correspondencia por correo electrónico con Ryan, dándole el cinturón cada vez más pequeño que usó para convertirse en el Átomo, pero plantando las semillas de su caída, atrapando a una parte de los habitantes de Ivy Town en un microscopio. en construcciones virales extrañas escondidas en el torrente sanguíneo de Ryan.
Con la ayuda del antiguo Átomo, Ray Palmer, Ryan esquivó la bala, pero aún se siente responsable de los errores de Jia.
Jia afirma que Dwarfstar, maestro asesino y cada vez más pequeña némesis de Ryan, es su "primogénito". Si ella está hablando literalmente, o metafóricamente, ya que ambos hombres obtuvieron sus poderes mediante sus acciones, aún está por verse.
Más tarde, se ve a Lady Chronos como un peón controlado por la mente de Starro el conquistador, junto con Chronos. Durante su batalla contra Booster Gold por asegurar la dominación de Starro de la corriente temporal, ella revela conocer con cierto grado de intimidad las aventuras futuras de Booster y su hermano Goldstar, habiendo observado e interactuado con ellos.

## Poderes y habilidades

### David Clinton
Clinton es un científico de gran intelecto, posee habilidades en combate cuerpo a cuerpo lo que le permite defenderse y atacar. Con su intelecto el tiene la capacidad de crear y utilizar artilugios para diversos fines. Él se dedicó a crear diversos equipos que le permitieron obtener ciertas habilidades para viajar en el tiempo, una plataforma voladora en forma de esfera de sol que le permitía transportarse además de una amplia variedad de armas inspiradas en el tiempo, incluyendo relojes de arena explosivos, un reloj de pulsera que proyecta manos afiladas, un dispositivo que puede ralentizar el tiempo en áreas localizadas. Clinton también llevaba un reloj de arena en miniatura lleno de "partículas de tiempo comprimidas".

### Walker Gabriel
Walter tiene un grado incompleto en física, sin embargo esto no era un impedimento porque era muy instruido en la física del tiempo y el espacio. Él buscó a Clinton por su experiencia en estudios del tiempo, y ambos se volvieron generalmente amigos, trabajando el uno para el otro, por lo que Walker pudo aprender más sobre los viajes del tiempo. Después de un tiempo Walker se convirtió en el nuevo Chronos. Elaboró diversos equipos que le daban el control del tiempo absoluto, capacidad para moverse a través del tiempo y el espacio sin esfuerzo, el poder de detectar la historia de un objeto mediante el tacto, adquirió tecnología avanzada del futuro, algunas desde el siglo 873, también creó un traje crónico que le permitió mejorar sus habilidades naturales llegando a tener fuerza, durabilidad, resistencia y velocidad mejorada.

## Otras versiones
En JLA/Avengers Chronos está entre los villanos cautivados que defienden la base de Krona. Posteriormente él es derrotado por Avispa.

## En otros medios

### Televisión

#### Acción en vivo
- Chronos aparece como un antagonista recurrente en Legends of Tomorrow, interpretado por Dominic Purcell y Jordan Davis, con la voz del personaje proporcionada por Steve Blum. Es un cazarrecompensas temporal, empleado por los Time Masters para capturar a Rip Hunter, que se volvió renegado y está liderando a un equipo en una misión no autorizada para evitar que Vándalo Salvaje conquiste el mundo. En "Left Behind", se revela que Chronos es una versión anterior de Heat Wave/Mick Rory, un exmiembro del equipo. Rory los había traicionado a una banda de piratas espaciales que lo llevó a ser abandonado por su antiguo compañero, Leonard Snart/Capitán Frío. Encontrado apenas vivo por los Time Masters, fue llevado a Punto de fuga y entrenado por ellos para ser su agente. Cuando se le encargó capturar al equipo de Hunter, Rory aceptó con entusiasmo. Sin embargo, finalmente es derrotado por el equipo y encarcelado en su barco, Waverider, con la esperanza de rehabilitar a su excompañero de equipo. Finalmente, haciendo las paces con el resto del equipo, Rory señala durante un enfrentamiento con otro asesino de los Maestros del Tiempo que no puede ser considerado un traidor ya que solo estuvo de su lado en vez de los Maestros del Tiempo. Los Maestros intentan reiniciar a Rory como Chronos cuando el equipo es recapturado por los Maestros del Tiempo, pero él finge sucumbir a su lavado de cerebro para poder escapar y tomar medidas contra sus enemigos.

#### Animado
- La encarnación de David Clinton de Chronos aparece en el episodio en dos partes de la serie animada Liga de la Justicia Ilimitada "El pasado y el Futuro Parte 1: Extrañas leyendas del Oeste" y "El pasado y el Futuro Parte 2: Tiempo Alterado", con la voz de Peter MacNicol.[24] Un manso profesor de física de la época de Batman del futuro, fue excluido por sus compañeros por sus teorías sobre el viaje en el tiempo, pero en secreto perfeccionó un dispositivo de viaje en el tiempo en la forma de un cinturón. Consciente de los problemas de las paradojas del tiempo, utiliza el dispositivo para agregar a su colección de artefactos raros, robando los elementos del pasado en los puntos en los que ya no se los extrañaría (por ejemplo, el peine de Cleopatra, un primer borrador de la Carta Magna, etc.). Sin embargo, cuando su esposa Enid Clinton (con la voz de por Mindy Sterling)[24] se entera de esto, lo regaña por no usar el cinturón para hacerse rico. Eventualmente, su incesante hostigamiento lo llevó a retirarse al pasado. Mientras trata de robar el Cinturón de herramientas de Batman, atrae la atención de Batman, Mujer Maravilla y Linterna Verde, por lo que intenta escapar y lo siguen y accidentalmente son arrastrados al Viejo Oeste. En el tiempo transcurrido entre su llegada y la de ellos, la correa del tiempo de Clinton fue robada por el villano local Tobias Manning y la usó para robar tecnología futura y tomar el control de la ciudad. Después de que los tres miembros de la Liga y varios héroes del viejo oeste (que consisten en Jonah Hex, Bat Lash, El Diablo (Lazarus Lane), y Ohiyesa Smith) derrotan a Manning, Clinton engañó a Batman para que le permitiera obtener el cinturón y se retiró a su tiempo. Ahora sediento de poder y cada vez más inestable, se convierte en "el maestro indiscutible del espacio y el tiempo" mientras adopta su identidad de Chronos. Después de seguir a Chronos en la era de Batman del futuro, los tres miembros descubren que sus viajes a través del tiempo han impactado severamente en la línea de tiempo; el Titanic y la Torre inclinada de Pisa se encuentran junto a la arquitectura de Gotham, entre otras cosas extrañas. Los tres miembros de la liga también encuentran que Chronos se ha aliado con la tercera marca del Jokerz. Las acciones irresponsables de Chronos están causando el colapso del tiempo. Después de que Mujer Maravilla fuera borrada de la existencia, Batman y Linterna Verde se unen con la lista restante de la JLU: Warhawk, Static, Batman II (Terry McGinnis) y la versión futura de Bruce Wayne. Ahora temerosa, Enid lidera la Liga de la Justicia combinada hacia la cárcel del Viejo Oeste que Chronos había traído al futuro donde dormía todas las noches (presumiblemente porque sus seis meses en la celda eran unas vacaciones lejos de su molesta esposa y mucho más cómodas para él) Después de una batalla campal donde Static y Batman II son asesinados y Warhawk apenas sobrevivió, solo Batman, Linterna Verde y Chronos quedan incapacitados. A medida que el tiempo comienza a desmoronarse a su alrededor, Chronos se escapa a la corriente de tiempo con la intención de volver al principio de los tiempos para restablecerse y convertirse en un dios. Cuando los dos héroes lo alcanzan, Batman inserta un disco en el cinturón de Chronos que invierte todo lo que sucedió justo antes de llegar al Principio. Con la línea de tiempo restaurada, Linterna Verde y Batman regresan al presente (conservando los recuerdos de su experiencia, pero Mujer Maravilla no) mientras que el mismo Clinton está atrapado en un ciclo de tiempo permanente de los últimos segundos de su vida antes de toda la cadena comenzó, que resulta ser su esposa Enid reprendiéndolo por toda la eternidad (como en Groundhog Day). Aunque se lo representa como un archienemigo de Ray Palmer (que también aparece en la serie) en los cómics, nunca se conocieron en esta interpretación.[25][26]

- Chronos (David Clinton) aparece en el episodio de Batman: The Brave and the Bold "Sword of the Atom!". Ha regresado para atacar la ciudad y Batman y Ryan Choi buscan a Ray Palmer. Al final del episodio, Batman, Ryan Choi y Aquaman terminan luchando contra Chronos mientras Ray Palmer se queda con los Kartathians

- La encarnación de Chronos de David Clinton aparece en el episodio de la Justice League Action "Tiempo compartido", expresado por Andy Richter. Batman y Blue Beetle lo siguen al pasado para asegurarse de que Batman no sobreviva a su primera pelea con Carmine Falcone. Después de que Blue Beetle derramara sus Chrono Bombs lo suficiente como para frenar al pasado Batman, Carmine Falcone y sus hombres, Batman lucha contra Chronos mientras que Blue Beetle trabaja para redirigir los disparos de los cañones de los hombres de Carmine Falcone. Después de que Carmine Falcone y sus hombres fueron derrotados por el pasado Batman, el presente Batman y Blue Beetle regresan al presente y entregan Chronos a la policía.

### Diverso
- Chronos hace una aparición en el número #22 del cómic SuperFriends basado en series de televisión.[27]

- En un número de Justice League Adventures (adaptado de la serie animada Liga de la justicia) titulado "Wolf's Clothing", Chronos (no la última versión en Justice League Unlimited) aparentemente capturó a Superman, Batman y Mujer Maravilla en un solo momento y trama para subastarlas. al villano de pujas más alto. Sin embargo, más tarde se reveló que este plan era una complicada operación 'picadura' creada por la Liga de la Justicia para capturar a la mayoría de sus villanos, con 'Chronos' en realidad disfrazado y los otros miembros de la Liga disfrazados de varios villanos en la subasta.[28] En otro número llamado "The Moment", después de que Chronos sale de prisión debido a la intervención de su yo futuro y un mensaje grabado del futuro Superman confirmando que Chronos se ha reformado, Flash y Átomo descubren que ha viajado al pasado para evitar el la muerte de su hermano Bobby en un incendio, pero su interferencia (al punto de que varias versiones de él siguen viajando en el tiempo hasta el mismo momento para intentar cambiar la historia) amenaza con destruir la corriente temporal, forzándolos a traer a su hermano a su futuro para convencer a Chronos de que deje su muerte.[29]